# أس دي.كيه أف زي. 2

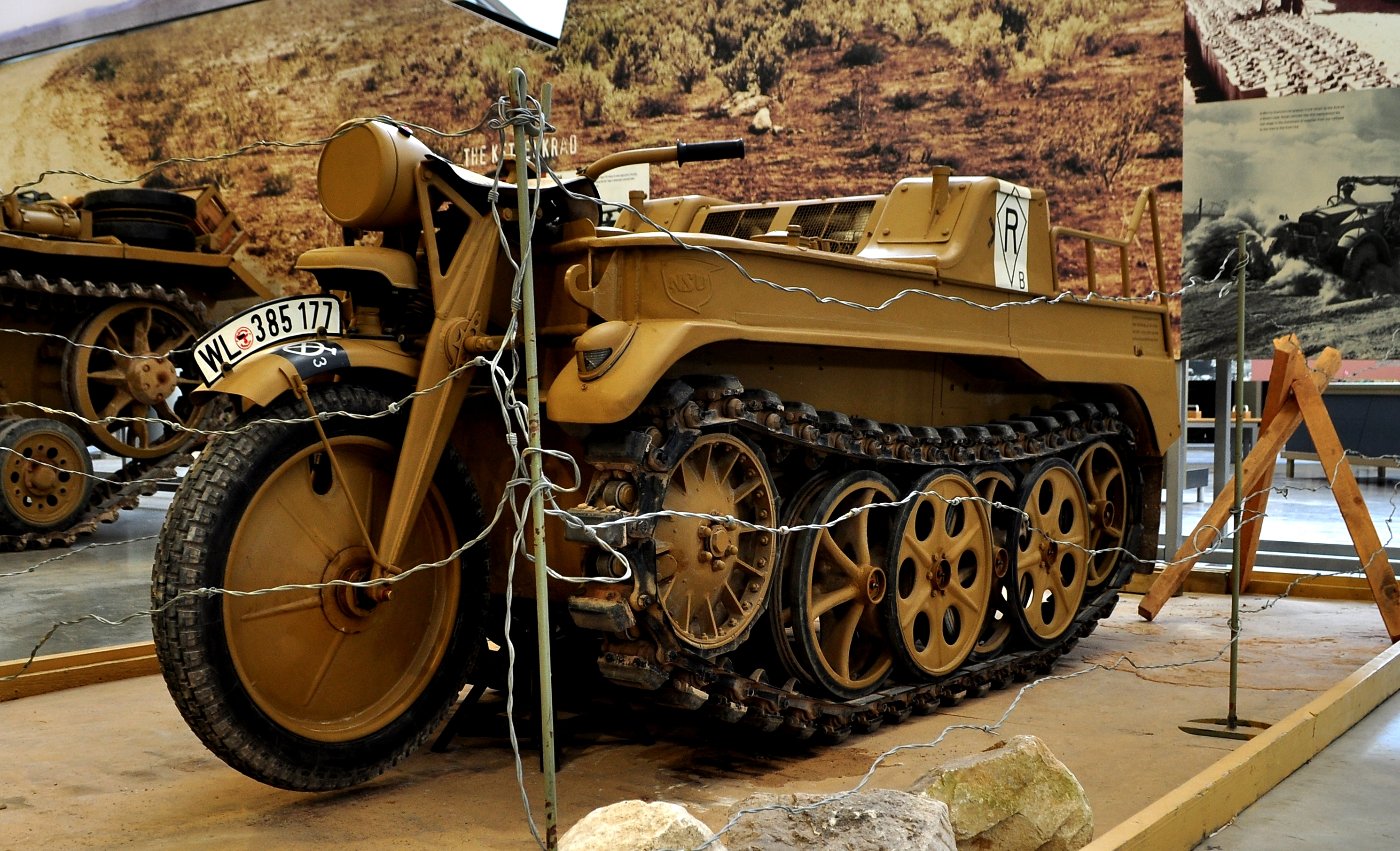
Kettenkrad في متحف الدبابات، بوفينجتون

Sd.Kfz.2 (Sonderkraftfahrzeug 2)، المعروفة باسم Kleines Kettenkraftrad HK 101 أو Kettenkrad باختصار (صيغة الجمع Kettenkräder؛ حيث Ketten يعني «سلاسل» أو «مسارات» krad هو الاختصار العسكري للكلمة الألمانية Kraftrad، المصطلح الألماني للدراجات النارية)، بدأت حياتها كمركبة نصف مجنزرة خفيفة للقوات المحمولة جوا. تم تصميم المركبة ليتم حملها على طائرات يونكر يو 52. تمتاز المركبة بأنها المركبة الوحيدة الصغير بما يكفي لتتسع داخل طائرة يونكر 52، حيث كانت أخف مركبة عسكرية ألمانية يتم إنتاجها على نطاق واسع تستخدم Schachtellaufwerk وعجلات المسار المتداخلة المستخدمة على جميع المركبات العسكرية نصف المجنزرة الألمانية تقريبًا في الحرب العالمية الثانية.

## روابط خارجية
- Ulzheimer، Philip (2009). "Kettenkrad USA web site". kettenkrad.com. مؤرشف من الأصل في 2019-08-27.
- Mehlhorn، Andreas (2011). "The NSU Kettenkrad Homepage". kettenkrad.de. مؤرشف من الأصل في 2019-09-07.
- "German Motorcycle Tractor". U.S. Military Intelligence Service ع. 19. 25 فبراير 1943. مؤرشف من الأصل في 2019-08-28.
- "Vues générales d'un Kettenkraftrad début de production avec ratelier pour équipements". military-kits.com (بالفرنسية). 2014. Archived from the original on 2020-03-26.
- harentrois (29 أغسطس 2007). "Tanks in Town 2007: Kettenkrad in the mud". YouTube. مؤرشف من الأصل في 2016-07-29.